# Ахшарумов, Вениамин Иванович
Вениамин Иванович Ахшарумов (1826—1907) — русский военный и общественный деятель. Инженер-генерал (1904).

## Биография
Родился 18 (30) декабря 1826 года в семье Иван Вениаминовича Ахшарумова (ум. в 1829). В службе числился с 24 января 1839 года; после окончания 1-го Московского кадетского корпуса 10 августа 1845 года был произведён в прапорщики и определён в Павловский лейб-гвардии полк.
В 1847 году окончил Николаевскую инженерную академию. В 1848 году произведён в подпоручики, в 1849 году — в поручики. В 1849 году принял участие в Венгерском походе.
С 1854 года командовал ротой Сапёрного лейб-гвардии батальона. Принимал участие в Крымской войне. В 1855 году был произведён в капитаны гвардии, в 1856 году — в полковники.
С 14 декабря 1859 года был председателем Межевой канцелярии и почётным опекуном Опекунского совета Учреждений императрицы Марии Фёдоровны.
В 1863 году был произведён в генерал-майоры, 26 февраля 1873 года — в генерал-лейтенанты, с 9 апреля 1889 года — инженер-генерал.
Умер 6 (19) августа 1907 года. Был похоронен в Москве на кладбище Алексеевского женского монастыря.

## Награды
- Орден Святой Анны 3-й степени (1853)
- Орден Святого Станислава 2-й степени (1857; императорская корона к ордену — 1859)
- Орден Святой Анны 2-й степени (1861)
- Орден Святого Владимира 4-й степени (1872)
- Орден Святого Владимира 3-й степени (1864)
- Орден Святого Станислава 1-й степени (1865)
- Орден Святой Анны 1-й степени (1867)
- Орден Святого Владимира 2-й степени (1871)
- Орден Белого орла (1877)
- Орден Святого Александра Невского (1884; бриллиантовые знаки к ордену — 1895)
- Орден Святого Владимира 1-й степени (1899)

## Семья
Был женат на Екатерине Николаевне Шишкиной. Их дети:
- Николай (род. 1858)
- Александр (род. 1863)
- Сергей (род. 1869)
- Надежда, была замужем за князем Дмитрием Николаевичем Оболенским (1864—1918)
- Мария
- Владимир